# Sant Climent de la Serra
Sant Climent de la Serra, o de Sagamà és una església romànica situada a cavall dels termes comunals de Cornellà de Conflent i de Fullà, tots dos de la comarca del Conflent, a la Catalunya del Nord.
Està situada a llevant de la comuna de Fullà i a ponent de la de Cornellà de Conflent, bastant a prop del triterme amb Vernet.
Aquesta església havia depès de Santa Maria de Ripoll, tal com consta en una donació del 975: el comte de Cerdanya Oliba Cabreta donava aquest alou, pertanyent al vescomte Guifré, ja difunt, al monestir ripollès. El 982 és una butlla del papa Sergi IV qui confirma a Ripoll aquesta església, en el lloc de Sagamà. El 1025 ja apareix com a Sant Climent de la Serra. El segle xvii apareix un esment del seu prevere amb el títol de prior.
És una petita església d'una sola nau capçada a llevant per un absis semicircular de la mateixa amplada de la nau. Una finestra d'una sola esqueixada s'obre al centre de l'absis. A migdia hi ha una porta amb arc de mig punt feta amb grans dovelles. El conjunt és en general del segle xi, però aquesta porta és del XII. L'absis, tanmateix, sembla estar assentat damunt d'una estructura que podria ser preromànica.
A finals del segle XX l'església estava en procés de restauració a càrrec d'un grup de voluntaris.